# Taskmaster
Taskmaster, også kendt under titlen Stormester UK i Danmark, er et britisk komedie panelshow, der er skabt af komikeren og musikeren Alex Horne, og med Horne og Greg Davies som værter. I programmet bliver en gruppe af 5 kendte personer - hovedsageligt komikere - konkurrerer i en række af absurde opgaver, der bliver vurderet af Davies. For hver opgave får deltagerne fra 1-5 point alt efter, hvordan de har klaret opgaven. Konceptet blev skabt af Horne til Edinburgh Festival Fringe i 2010; og han sikrede sig en aftale med Dave, og de første afsnit havde premiere i 2015. Efter ni sæsoner blev programmet købt af Channel 4, der bestilte yderligere seks sæsonere over tre år.
Taskmaster blev en stor succes i Storbritannien, og der er blevet produceret to brætspil og to bøger. Der er desuden blevet produceret internationale udgaver af programmet i Belgien, Sverige, Spanien, Danmark, Norge, Finland, USA, New Zealand og Kroatien. Under Coronaviruspandemien var Horne vært for #HomeTasking, der var en serie af opgaver for personer derhjemme, der skulle filme opgaver i deres hjem og uploade film af det på YouTube og Davies gav point til de bedste ideer.

## Medvirkende
| Sæson   | År   | Placering           | Placering            | Placering           | Placering          | Placering               |
| Sæson   | År   | 1.                  | 2.                   | 3.                  | 4.                 | 5.                      |
| ------- | ---- | ------------------- | -------------------- | ------------------- | ------------------ | ----------------------- |
| 1       | 2015 | Frank Skinner       | Josh Widdicombe *    | Roisin Conaty       | Romesh Ranganathan | Tim Key                 |
| 2       | 2016 | Doc Brown           | Joe Wilkinson        | Jon Richardson      | Katherine Ryan *   | Richard Osman           |
| 3       | 2016 | Al Murray           | Dave Gorman          | Paul Chowdhry       | Rob Beckett *      | Sara Pascoe             |
| 4       | 2017 | Hugh Dennis         | Joe Lycett           | Lolly Adefope       | Mel Giedroyc       | Noel Fielding *         |
| 5       | 2017 | Aisling Bea         | Bob Mortimer *       | Mark Watson         | Nish Kumar         | Sally Phillips          |
| CoC     | 2017 | Bob Mortimer        | Josh Widdicombe *    | Katherine Ryan      | Noel Fielding      | Rob Beckett             |
| 6       | 2018 | Alice Levine        | Asim Chaudhry        | Liza Tarbuck *      | Russell Howard     | Tim Vine                |
| 7       | 2018 | James Acaster       | Jessica Knappett     | Kerry Godliman *    | Phil Wang          | Rhod Gilbert            |
| 8       | 2019 | Iain Stirling       | Joe Thomas           | Lou Sanders *       | Paul Sinha         | Sian Gibson             |
| 9       | 2019 | David Baddiel       | Ed Gamble *          | Jo Brand            | Katy Wix           | Rose Matafeo            |
| 10      | 2020 | Daisy May Cooper    | Johnny Vegas         | Katherine Parkinson | Mawaan Rizwan      | Richard Herring *       |
| NYT     | 2021 | John Hannah         | Krishnan Guru-Murthy | Nicola Coughlan     | Rylan Clark-Neal   | Shirley Ballas *        |
| 11      | 2021 | Charlotte Ritchie   | Jamali Maddix        | Lee Mack            | Mike Wozniak       | Sarah Kendall *         |
| 12      | 2021 | Alan Davies         | Desiree Burch        | Guz Khan            | Morgana Robinson * | Victoria Coren Mitchell |
| NYT II  | 2022 | Adrian Chiles *     | Claudia Winkleman    | Jonnie Peacock      | Lady Leshurr       | Sayeeda Warsi           |
| 13      | 2022 | Ardal O'Hanlon      | Bridget Christie     | Chris Ramsey        | Judi Love          | Sophie Duker *          |
| CoC II  | 2022 | Ed Gamble           | Kerry Godliman       | Liza Tarbuck        | Lou Sanders        | Richard Herring *       |
| 14      | 2022 | Dara Ó Briain *     | Fern Brady           | John Kearns         | Munya Chawawa      | Sarah Millican          |
| NYT III | 2023 | Amelia Dimoldenberg | Carol Vorderman      | Greg James          | Mo Farah *         | Rebecca Lucy Taylor     |
| 15      | 2023 | Frankie Boyle       | Ivo Graham           | Jenny Eclair        | Kiell Smith-Bynoe  | Mae Martin *            |
| 16      | 2023 | Julian Clary        | Lucy Beaumont        | Sam Campbell *      | Sue Perkins        | Susan Wokoma            |
| NYT IV  | 2024 | Deborah Meaden      | Kojey Radical        | Lenny Rush *        | Steve Backshall    | Zoe Ball                |
| CoC III | 2024 | Dara Ó Briain *     | Kiell Smith-Bynoe    | Morgana Robinson    | Sarah Kendall      | Sophie Duker            |
| 17      | 2024 | Joanne McNally      | John Robins *        | Nick Mohammed       | Sophie Willan      | Steve Pemberton         |
| 18      | 2024 | Andy Zaltzman *     | Babatunde Aléshé     | Emma Sidi           | Jack Dee           | Rosie Jones             |
| NYT V   | 2024 | David James         | Hannah Fry           | Martin Lewis        | Melanie Blatt      | Sue Johnston *          |